# Hôtels Gouverneur
Les hôtels Gouverneur est une chaîne québécoise d'hôtels. La marque OTL signifie que l'hôtel est d'une qualité supérieure, soit équivalente à une marque de cinq étoiles.

## Liste des hôtels[1]
| Hôtel                                    | Ville          | Région |
| ---------------------------------------- | -------------- | ------ |
| Hôtels Gouverneur Trois-Rivières         | Trois-Rivières | Québec |
| Hôtels Gouverneur Rimouski               | Rimouski       | Québec |
| Hôtels Gouverneur Sept-Îles              | Sept-Îles      | Québec |
| Hôtels Gouverneur Montréal - Île Charron | Longueuil      | Québec |
| OTL Gouverneur Sherbrooke                | Sherbrooke     | Québec |
| OTL Gouverneur Saguenay                  | Chicoutimi     | Québec |